# José María Alonso (Tennisspieler)
José María „Pepe“ Alonso de Areyzaga (* 28. März 1890 in San Sebastián; † 14. März 1979 in Córdoba, Argentinien) war ein spanischer Tennisspieler.

## Leben
Alonso wurde 1890 als erstes von vier Kindern in eine wohlhabende Familie mit Sporttradition geboren. Seine Eltern waren María Victoria de Areyzaga y Gortázar (1864–1930) und Manuel Alonso Zabala († 1937), der eine erfolgreiche Karriere als Bauingenieur gemacht und sich für einige Eisenbahnprojekte in Nordspanien verantwortlich gezeichnet hatte. Sein Vater war auch Mitinitiator der Verbreitung des Tennissports in der Stadt. Seine jüngerer Bruder Manuel Alonso (1895–1984) war als Tennisspieler erfolgreicher und wurde die Nummer 5 der Welt. Mit ihm bildete er häufig ein Doppelteam. Er praktizierte genau wie sein Bruder einige andere Sportarten wie Skifahren, Rudern und Feldhockey, sie waren beide Mitglieder des San Sebastian Recreation Club, dem Vorgänger des Vereins Real Sociedad San Sebastián. Wie in den 1910er Jahren in Spanien üblich, spielte er abwechselnd Rasenhockey und -tennis. Genau wie sein Vater verfolgte José María eine Karriere als Ingenieur und schloss 1916 sein Studium an der Polytechnischen Universität Madrid ab, was ihm sein Bruder fünf Jahre später nachtat.
1912 gewann er bei seinem Debüt den spanischen Meistertitel im Tennis, indem er den Titelträger der beiden vorherigen Jahre, Luis de Uhagón, besiegte. Seine Schläge soll er flach und ohne Spin geschlagen haben. Sein Bruder Manuel sowie Manuel de Gomar und Eduardo Flaquer bildeten zusammen mit ihm den Kern der ersten Generation von erfolgreichen spanischen Tennisspielern, die ab der ersten Teilnahme 1921 die erste spanische Davis-Cup-Mannschaft bildeten. Alonso spielte zwar nur vier Matches, von denen er zwei gewann, er stand aber häufig im Aufgebot der Mannschaft und fungierte einige Male als Kapitän. Die anderen Spieler übertrafen ihn jedoch mit ihren Fähigkeiten. Bis 1920 nahm er vier weitere Male mit einer Bilanz von 14:5 an den spanischen Meisterschaften teil. José María Alonso nahm 1920 am Tenniswettbewerb der Olympischen Sommerspiele in Antwerpen teil. Im Einzel unterlag er dem späteren Silbermedaillengewinner Ichiya Kumagai zum Auftakt, im Doppel verloren die Alonsos zusammen gegen Brian Norton und Louis Raymond. Vier Jahre später bei den Spielen in Paris überzeugten sie durch drei Siegen in Folge, bevor sie im Viertelfinale gegen die späteren Olympiasieger Frank Hunter und Vincent Richards ausschieden. In anderen Wertungen trat er nicht an.
Alonso soll für seinen menschlichen Charakter geschätzt worden sein. So begleitete er seinen Bruder häufig zu Turnieren. Zusammen mit ihm zog er auch in die USA. Am Rande einer Partie im Davis Cup 1922 erhielten die Alonsos das Angebot von James W. Fuller III in den Vereinigten Staaten zu arbeiten. Fuller soll bei einem Match von Manuel Alonso gegen Pat O’Hara Wood zugeschaut haben. Nach einem 2:1-Rückstand von Alonso und Matchbällen gegen sich drehte der Spanier das Spiel noch und gewann. Dieser Spirit und die Tatsache, dass die Alonsos Ingenieure waren, veranlasste ihn dazu, sie einzustellen. Fullers Firma Fuller Company stellte Förderbänder her. Von dort wechselte Manuel ein Jahr später zur American Locomotive Company, während José María weiter für Fuller arbeiten sollte. Nach seinem Umzug ging José María bei einigen wenigen Turnieren in den USA an den Start, darunter dreimal bei den US Open, wo er 1923 einmal die zweite Runde erreichte. 1927 war er das letzte Mal häufiger aktiv. 1929 heiratete er Irene Widecker (1905–1993), aus deren Ehe ein Sohn und eine Tochter hervorgingen.
Nach seiner fast 40-jährigen Tätigkeit in der Fuller Company setzte er sich im argentinischen Córdoba zur Ruhe, wo er 1979 starb.